# مضمار ريو الأولمبي للدراجات

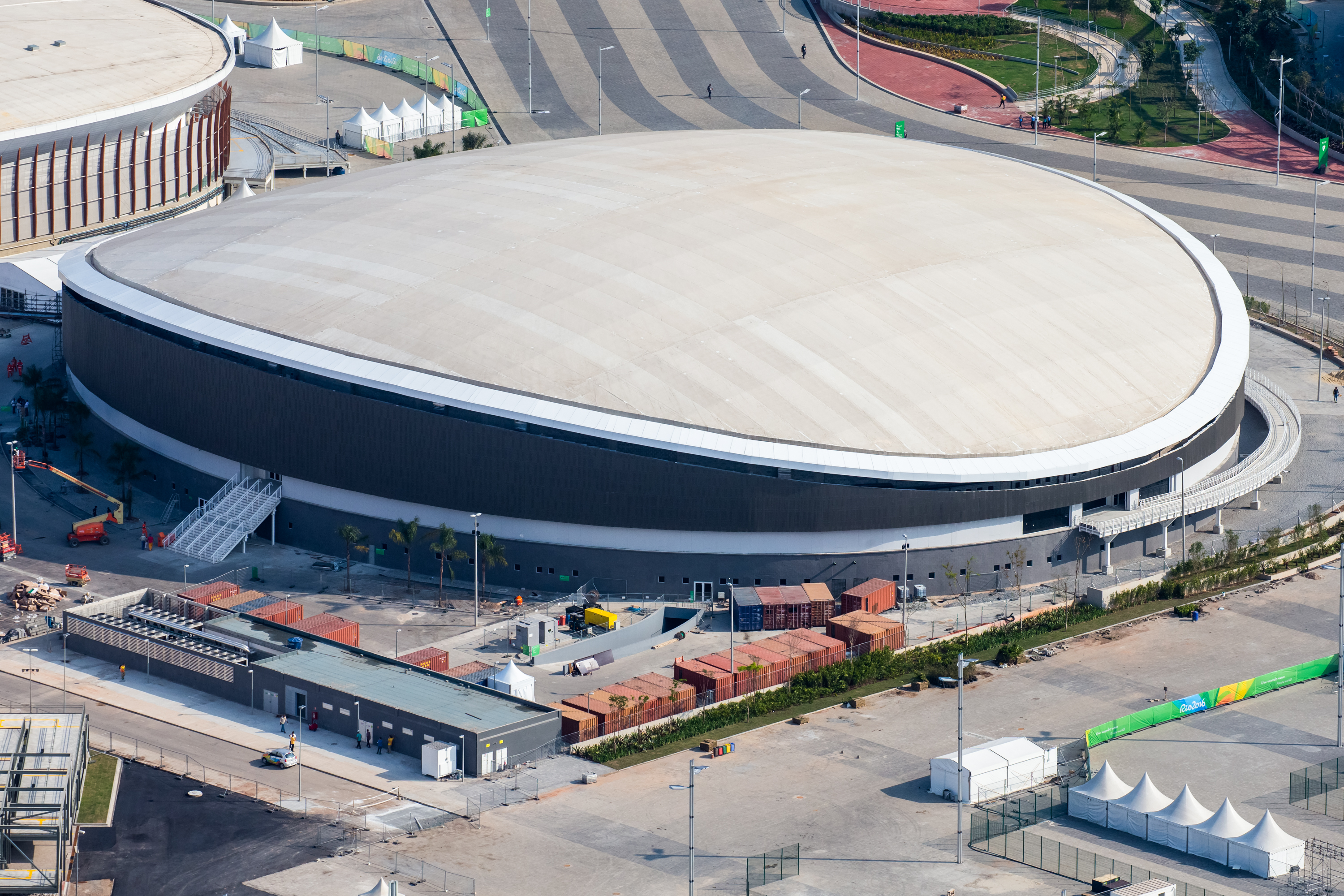
مضمار ريو الأولمبي للدراجات الهوائية.

مضمار ريو الأولمبي للدراجات (بالإنجليزية:Rio Olympic Velodrome) وهو مضمار سباق قيد الإنشاء في ريو دي جانيرو، البرازيل. تم بناء المضمار أصلا لدورة الألعاب الأمريكية 2007، وتم تجديده لكي يتناسب مع أعلى المعايير الدولية واستخدامه ضمن منافسات الدراجات الهوائية في دورة الألعاب الأولمبية الصيفية 2016، والألعاب الأولمبية البارالمبية الصيفية 2016.